# Большая (Ярославская область)
Большая — деревня в Ярославском районе Ярославской области. Входит в состав Туношенского сельского поселения.

## География
Находится в восточной части Ярославской области на расстоянии приблизительно 29 км восток по прямой от станции Ярославль.

## История
В 1859 году здесь (деревня Ярославского уезда Ярославской губернии) было учтено 18 дворов, в 1898 — 45.

## Население
Численность населения: 217 человек (1859 год), 8 (русские 100 %) в 2002 году, 0 в 2010.